# Liste der Baudenkmale in Elmenhorst (Vorpommern)
In der Liste der Baudenkmale in Elmenhorst sind alle Baudenkmale der Gemeinde Elmenhorst im Landkreis Vorpommern-Rügen aufgelistet. Grundlage ist die Veröffentlichung der Denkmalliste des Landkreises Vorpommern-Rügen, Auszug aus der Kreisdenkmalliste vom Juli 2012 und April 2016.

## Elmenhorst
| ID              | Lage                                             | Bezeichnung                                                 | Beschreibung | Bild                                            |
| --------------- | ------------------------------------------------ | ----------------------------------------------------------- | ------------ | ----------------------------------------------- |
| 10295B Wikidata | Am Marktplatz 7 (Karte)                          | Wohnhaus                                                    |              |                                                 |
| 10297 Wikidata  | an der Nord-West-Ecke der Friedhofsmauer (Karte) | Kriegerdenkmal 1914/1918                                    |              | Kriegerdenkmal 1914/1918                        |
| 10294 Wikidata  | Bahnhofstraße 44 (Karte)                         | Bahnhof (Bahnarbeiterwohnhaus mit Nebengebäude)             |              | Bahnhof (Bahnarbeiterwohnhaus mit Nebengebäude) |
| 10294 Wikidata  | Bahnhofstraße 46, 48 (Karte)                     | Bahnhof (Empfangsgebäude, Güterboden)                       |              | Weitere Bilder                                  |
| 10296 Wikidata  | Friedhof (Karte)                                 | Kirche mit Friedhof, Feldsteinmauer und zwei Friedhofstoren |              | Weitere Bilder                                  |
| 10295A Wikidata | Marktplatz                                       | Möbelwerk                                                   |              |                                                 |
| 10298A Wikidata | Schulstraße 6 (Karte)                            | (neue) Schule                                               |              |                                                 |
| 10298B Wikidata | Schulstraße 8                                    | Schule                                                      |              |                                                 |

## Bookhagen
| ID           | Lage          | Bezeichnung | Beschreibung | Bild |
| ------------ | ------------- | ----------- | ------------ | ---- |
| 196 Wikidata | Dorfstraße 15 | Katen       |              |      |
| 195 Wikidata | Dorfstraße 9  | Gutshaus    |              |      |

## Quelle
- Denkmalliste Landkreis Rügen